# 加的斯主教座堂

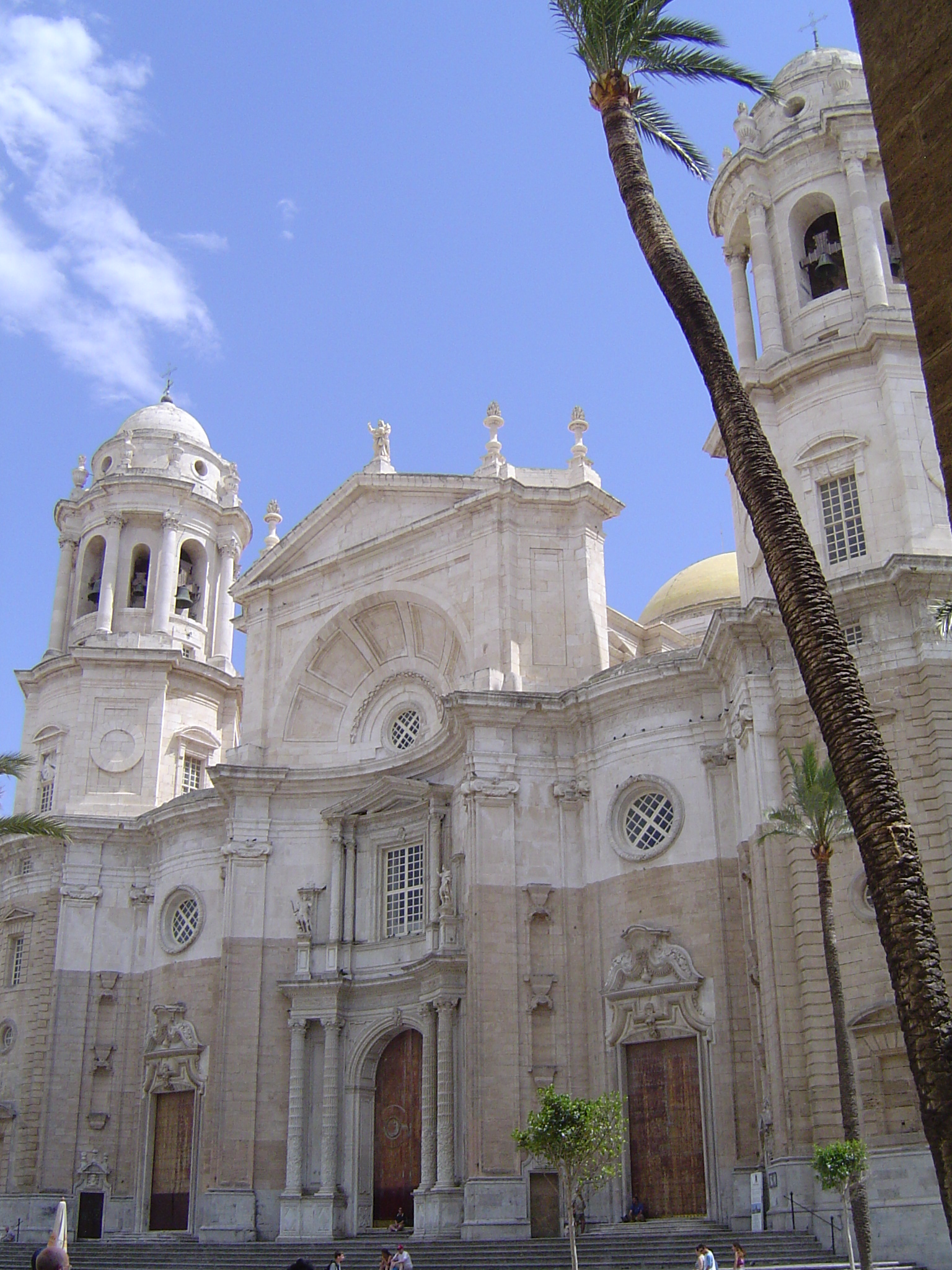

加的斯圣十字主教座堂（Catedral de Santa Cruz de Cádiz）是罗马天主教加的斯教区的主教座堂，位于 西班牙南部城市加的斯。1931年被列为西班牙文化遗产。
老主教座堂于1260年建成，在1596年烧毁。直到1776年才开始在原址上建设新主教座堂。建筑师Vicente Acero曾经设计了格兰纳达主教座堂。这座巴洛克风格的主教座堂建造时间达116年，到1838年建成。建造过程中原设计几经修改，引入洛可可元素，最后完成时又结合了新古典主义风格。它的小圣堂里有许多来自老主教座堂和西班牙各修道院的绘画和圣人遗体。在地下室埋葬着作曲家曼努埃尔·德·法雅和诗人José María Pemán，他们都出生于加的斯。
加的斯主教座堂的西塔向公众开放，可从高处眺望城市全景。
主教座堂广场上除了主教座堂之外，还有一座巴洛克风格的圣雅各伯堂，建于1635年。